# Cracticus
Cracticus é um género de aves da família Corvidae, tribo Artamini. O grupo inclui seis espécies de gralhas nativas da região da Australásia.
As espécies de Cracticus são aves de médio porte, com comprimento até 35 cm. A plumagem varia, de espécie para espécie, entre branco, preto, cinzento e combinações. O bico é característico do grupo, sendo relativamente longo e direito, com a ponta em forma de gancho.
Estas aves alimentam-se principalmente de insectos, mas podem consumir também lagartos e outros pequenos vertebrados. Uma característica do grupo é o facto de "pendurarem" as presas em espinhos ou pequenos ramos de árvores, enquanto se estão a alimentar. Os picanços do Velho Mundo exibem o mesmo comportamento.
As fêmeas põem um ou dois ovos por época de acasalamento. Os juvenis permanecem com a progenitora até chegarem à idade adulta.
As espécies de Cracticus são oportunistas e adaptam-se bem a ambientes urbanos.
Este género contém as seguintes espécies:

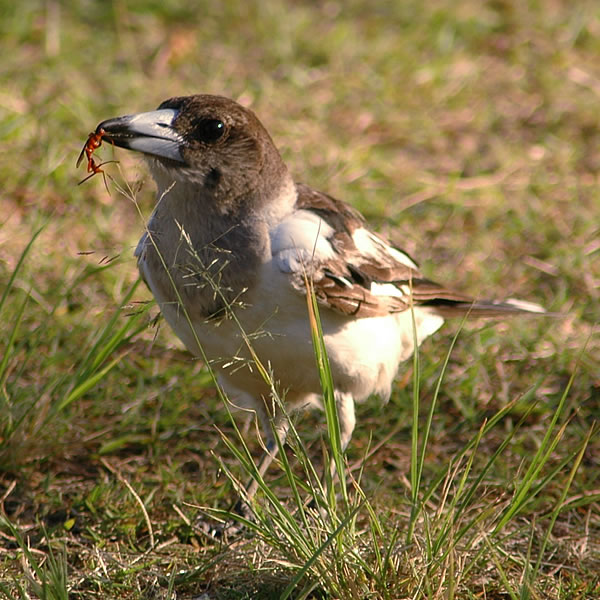
Cracticus argenteus
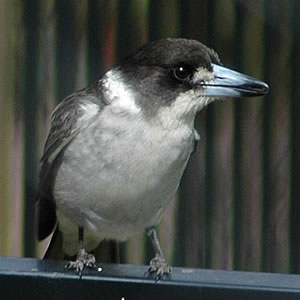
Cracticus cassicus
- Cracticus louisiadensis
- Cracticus mentalis
- Cracticus nigrogularis
- Cracticus torquatus

- Cracticus nigrogularis
- Cracticus torquatus